# Poisson génétiquement modifié

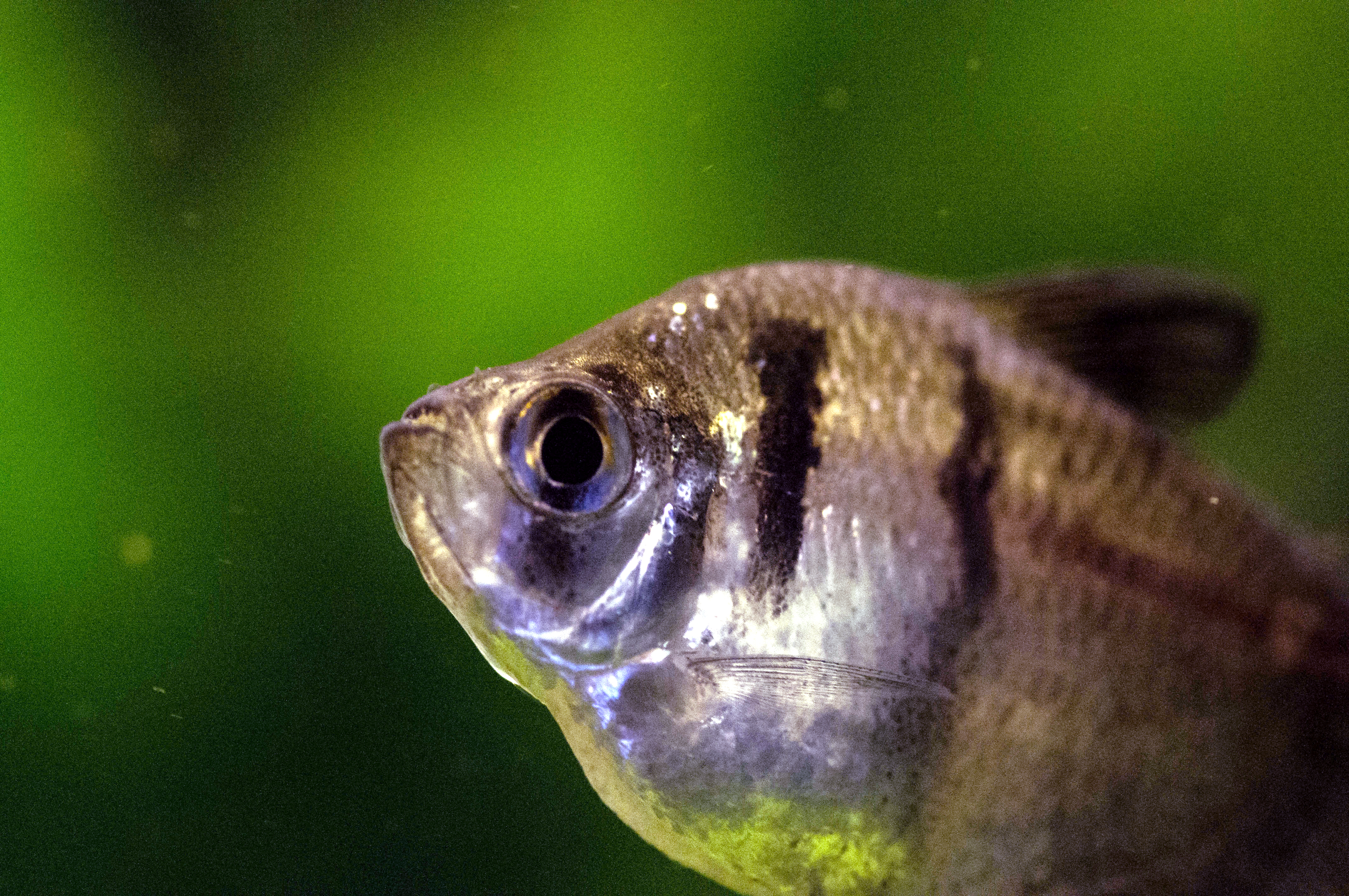
Individu normal de Tétra noir (ou Veuve noire), de la famille des Characidés originaire d'Amérique du sud

Un poisson génétiquement modifié est un poisson dont le patrimoine génétique a été modifié par l'Homme.
Un poisson transgénique est un poisson au génome duquel a été introduit par transgénèse un ou plusieurs gènes.

## Histoire
Dans les Années 1980, les progrès de la biologie moléculaire permettent au génie génétique de produire des organismes (dits OGM), bactériens puis végétaux et animaux. Avec quelques collègues, Garth Fletcher (spécialiste des « protéines anti-froid » permettant l'adaptation au froid,) identifie chez le poisson Macrozoarces americanus en 1988 qui vit dans des eaux proches de 0 °C des gènes de résistance au froid. Il fait ensuite produire une hormone de croissance par un saumon atlantique (via un gène prélevé chez un saumon Coho du Pacifique). Il continuera à travailler sur la transgenèse visant une croissance accélérée de poissons et deviendra président de Aqua Bounty Canada, société créée pour valoriser financièrement les constructions génétiques qu'il a mis au point. Deux premiers poissons transgéniques sont créés, dont l'un doté d'un gène produisant l'hormone de croissance humaine, et l'autre (carpe) produisant de la lactoferrine humaine.
Au début de la décennie 1990 des transferts de gènes ont déjà été réalisés avec succès technique chez des embryons de truite (dont en France avec des objectifs commerciaux ensuite envisagés 1996) de même que pour le saumon, la carpe, le tilapia. D'autres espèces ont été modifiées par transgenèse, dont le médaka (proposé à cette époque comme organisme modèle pour la transgenèse chez le poisson), le poisson rouge, le poisson zèbre, la loche, le poisson-chat, et d'autres). Chez le médaka, une injection directe du gène étranger a été tentée et réussie dans le noyau de l'ovocyte). À cette époque, le taux de survie des embryons injectés est jugé assez bon et nombre d'entre eux atteignent la maturité, dont 1 à 50 % ou plus, selon les espèces et expérimentateurs s'avèrent avoir intégré l'ADN étranger. Tous ces poissons transgéniques ont présenté une répartition mosaïquée des cellules modifiées, le nombre de copies de l'ADN étranger différait selon les tissus, et moins de 50 % des descendants F1 avaient hérité le gène de leurs parents, ce qui laisse penser que le transgène a été intégré dans le génome du poisson au stade de deux cellules ou à un stade plus avancé, mais selon l'étude de l'ADN intégré dans différents types cellulaires d'un animal principalement en phase précoce de l'embryogenèse. Le transgène est généralement retrouvé non réarrangé dans le génome du poisson (et chez leur progéniture), ce qui laisse supposer une transmission stable à la descendance « dans un mode mendélien ». Le Southern blot démontre aussi la présence de fragments et d'un réarrangement de l'ADN injecté. Chez toutes les espèces, l'ADN s'est principalement intégré de manière aléatoires. On a retrouvé dans les cellules sanguines de truite transgénique une petite proportion de l'ADN étranger maintenu sous forme de concatémères non-intégrés. Les transgènes sont généralement peu ou mal exprimés. La plupart des constructions génétiques injectées contenaient des séquences provenant de mammifères ou de vertébrés évolués. La comparaison de l'efficacité d'expression de ces constructions par des poissons et des cellules de mammifères transfectées indique que certaines des séquences d'ADN de mammifère sont efficacement interprétées par la machinerie cellulaire du poisson 
Un poisson transgénique doté d'un gène codant une hormone de croissance est produit à Cuba. l'espèce qui a été choisie dans ce cas était un Tilapia, espèce faisant déjà l'objet d'élevages piscicoles ; ce poisson fait l'objet de l'un des premiers protocoles d'évaluation de risque environnemental concernant un poisson "OGM". Ce protocole, appliqué par des chercheurs de la Havanevise en réalité plutôt la sécurité alimentaire et est basé sur le modèle américain de l'équivalence en substance développé pour les OGM végétaux (et contesté par divers auteurs car rudimentaire et n'évoquant qu'une partie des impacts potentiels). Il conduit à conclure à une absence de risque pour l'environnement au motif que « l'hormone de croissance produite par le tilapia n'a pas d'activité biologique lorsqu'elle est administré à des primates non humains » et que « au moins dans les conditions régnant à Cuba », sur la base de consommation de ce poisson par des volontaires, il n'a pas été relevé de problème de sécurité pour la consommation. En France le Ministère de la recherche, en application de la l'annexe III de la directive 98/81 qui décrit les principes à suivre pour évaluer les dangers des OGM, avec la Commission de génie génétique (CGG) cadre plus ou moins précisément les expériences pour notamment éviter la dissémination de gènes ou propagules transgéniques chez les espèces sauvages.
En Écosse en 1996, des gènes provenant d'un saumon Chinook (du Pacifique) sont introduits dans 10000 œufs de saumon atlantique. 50 de ces poissons grandissent et grossissent quatre fois plus vite que la normale ; ces poissons ont été détruits après l'expérience.
En 1999 : L'université Purdue publie les conclusions d'une étude qui laisse penser qu'il existe des risques d'extinction du saumon sauvage en cas de contacts avec des saumons transgéniques et l'année suivante (2000), le 20 janvier un rapport de l'ONG environnementale Greenpeace alerte sur le risque que des poissons transgéniques soient accidentellement libérés dans l'environnement (C'est déjà fréquemment le cas pour des saumons de pisciculture non-transgéniques, avec des impacts environnementaux fortement suspectés). Les auteurs de ce rapport mentionnent la possible autorisation prochaine d'une commercialisation de tilapia transgénique à Cuba où en 1997 plusieurs souches de tilapia produisant une hormone de croissance avaient déjà été créées,; 
En août, en France, L'INRA de Rennes annonce avoir créé une truite transgénique stérile ; (10 ans plus tard, une truite fluorescente sera créée dans le même laboratoire, après de nombreux travaux ayant notamment porté sur la possibilité d'utiliser la transgenèse pour analyser la fonction des gènes chez les salmonidés, et des travaux sur le muscle de salmonidés transgéniques conduits avec GL Fletcher, l'un des pionniers de la transgenèse chez les poissons).
Cette même année 2000, l'American Society of Ichthyologists and Herpetologists (ASIH, association qui réunit l'ensemble des scientifiques spécialisés dans la recherche sur les poissons aux États-Unis) lance un avertissement public mettant en garde contre la création et la commercialisation de saumons transgéniques.
En 2001, sur la côte est du Canada la société privée américano-canadienne A/F Protein demande une première autorisation de commercialisation de poisson transgénique à la FDA (Food and Drug Administration) aux États-Unis. Le 9 mai, le « Genetically Engineered Food Alert » (GEFA) lance un appel pour un moratoire sur la commercialisation et l'importation aux États-Unis de poissons génétiquement modifiés (le GEFA est une coalition de groupes de défense des consommateurs et d'organisations écologistes). Le 6 juin, Cuba dément formellement avoir autorisé la commercialisation du tilapia transgénique, mais reconnaît que des recherches sont en cours. 
le 8 juin 2001, l'Organisation de la conservation du saumon de l'Atlantique Nord (North Atlantic Salmon Conservation Organisation - NASCO), à l'occasion de son assemblée générale annuelle (à Mondariz en Espagne) réaffirme sa vive opposition à la dissémination des saumons transgéniques dans les cours d'eau naturel et les océans. L'organisation demande que si des saumons transgéniques devaient être élevés, ils ne le soient jamais en cage et dans la nature, mais toujours en environnement terrestre, confiné et sécurisé. « Les délégations américaines et canadiennes ce sont vues refuser leurs projets d'élevages de saumons transgéniques dans des cages immergées ».
Dans les années 2010, les techniques de transgenèse ont permis à divers laboratoires d'obtenir des lignées réputées « stables » de carpes, saumons et tilapias produisant une hormone de croissance et grandissant bien plus vite. Deux poissons bien connus des aquariophiles, le poisson zèbre et le Vairon de Chine (dit Cardinal ou Néon du pauvre) ont été dotés de gènes de méduse (Aequorea victoria)produisant une fluorescence, mais la production d'une hormone de croissance semble être ce qui intéresse le plus (commercialement) les producteurs, alors que les évaluations environnementales se poursuivent. La technique la plus commune de transgenèse reste encore la microinjection (mais avec l'inconvénient d'avoir des intégrations multi-sites et multi-copies de transgènes), mais selon les biotechnologistes, la co-injection d'un transposon ou de méganucléase devrait permettre d'améliorer l'efficacité du transfert et de la bonne intégration de gène. De nombreux experts estiment que l'ensemble du génome doit être étudié et non pas seulement les transgènes dans l'évaluation des risques sanitaires, mais que c'est surtout le risque environnemental qui est le premier obstacle à la mise en production commerciale de poissons transgéniques. Ces derniers présentent à la fois des caractéristiques les avantageant ou qui pourraient perturber l'espèce s'il y avait diffusion du gène chez les parents sauvages, et des aptitudes a priori inférieures à celles des poissons sauvages. Or, les relations génotype-environnement appréhendées à partir d'expériences in vitro ou de modèles très simplifiants sont difficilement extrapolables aux interactions écologiques complexes en jeu dans la nature. Divers auteurs plaident pour la mise en place d'environnements « hautement naturalisés pour acquérir des données fiables qui peuvent être utilisés pour évaluer le risque environnemental » et estiment que « des stratégies efficaces de confinement physique et biologique restent cruciales pour une utilisation sûre de la transgenèse appliquée aux poissons ». 
Il n'y a toujours pas d'autorisation de mise sur le marché ad hoc, et selon Louis-Marie Houdebine (Inra et cofondateur de Bioprotein Technologies, la stérilisation des poissons transgéniques n'apporte pas de garanties suffisantes. « Même si elle marche dans 99 % des cas, il y a tout de même un petit risque que le transgène passe dans les populations sauvages ». Par exemple, le professeur Tsai, inventeur du médaka vert fluo vendu à Taiwan a reconnu qu'il n'avait été en mesure de stériliser qu'environ 90 % des poissons, ce qui selon lui est « suffisamment sûr ». Contrairement à ce qu'ont pu rapporter certains articles, ces poissons ne brillent pas dans le noir, mais ils ont une couleur fluorescente quand ils sont éclairés dans le proche ultraviolet, l'ultraviolet (lumière noire) ou un néon imitant la lumière du jour (avec une part d'UV).

## Méthodes
Les constructions d'ADN semblent avoir été presque toujours faites à partir d'organismes marins.
Elles ont été insérées dans des cellules d'embryons de poissons via une variété de méthodes dont  :
- la microinjection dans le cytoplasme de très jeunes embryons[26]. c'est encore la méthode la plus fréquente, associée à une méthode simple pour produire des lignées germinales d'animaux transgéniques, notamment développées avec l'aide de l'INRA en France dans les années 1980[27],[28],[29], La fréquence de rétention du gène chez le salmonidé récepteur après la microinjection est comprise entre 1 et 10 %[30].
- l'électroporation de gamètes (sperme et ovules)[31],[32],
- l’insertion par un rétrovirus (chez le poisson-zèbre)[33]
- par bombardement de particules couvertes de gènes[34].

## Pisciculture
Les espèces présentées comme potentiellement intéressantes pour la pisciculture à fins alimentaire sont des truites, saumons, carpes et tilapias qui comptent toutes parmi les espèces déjà testées pour la transgenèse, dont pour exprimer une hormone de croissance menant à un développement accéléré du poisson.
En 2013, ces animaux sont toujours élevés au stade du laboratoire (avec destruction des sujets en fin d'expérience dans la plupart des cas).

## Vers une commercialisation?
La mise sur le marché d'un poisson transgénique est soumis à autorisation, elle-même conditionnée à une évaluation de risques par les autorités compétentes des pays concernés par leur production et/ou leur consommation.
En Janvier 2013, aucune autorisation n'avait jamais été délivrée pour des piscicultures de poissons transgéniques à usage alimentaire. Seules les ventes de quelques espèces de poissons d'aquariums ont récemment été autorisées dans quelques rares pays (Taïwan, États-Unis, hors Floride)
Aux États-Unis, une société sollicite depuis près de 10 ans une autorisation de commercialisation, refusée chaque année par la US Food and Drug Administration (FDA) qui fait ses évaluations sur la base de critères spécifiques,. Il s'agit du premier poisson transgénique que des entreprises nord-américaines souhaitent commercialiser en tant qu'aliment (aux États-Unis dès 2013) ; un saumon dont le nom commercial est AquAdvantage. Il a été créé par la société AquaBounty Technologies à partir d'un saumon de l'Atlantique génétiquement modifié par l'insertion de plusieurs transgènes provenant de plusieurs autres espèces. Ces transgènes le font grandir et grossir beaucoup plus rapidement (toute l'année, et pas uniquement au printemps et en été comme le font naturellement les saumons sauvages). Selon une évaluation environnementale coproduite avec les créateurs de ce poisson, il atteint la taille du marché en 16 à 18 mois au lieu de trois ans (Ce dernier chiffre se rapporte aux variétés dont le taux de croissance a déjà été doublé, par des techniques classiques de sélection par croisement) et cette croissance accélérée n'affecte pas ses qualités gustatives ni ne pose de problèmes pour l'environnement.
En 2004, la Californie qui est pourtant un État ayant largement admis, voire soutenu les OGM agricoles, et qui est celui qui abrite le plus grand nombre d'entreprises de biotechnologie aux États-Unis a interdit tout élevage et toute vente de poissons transgéniques, dont le GloFish. Cette décision a été votée après que l'on ait évoqué une possible autorisation de mise sur le marché d'un saumon transgénique.
L'intérêt commercial et socioéconomique de ce type de modification reste très discuté et des éleveurs de saumons conventionnels ont en Norvège publiquement contesté le taux de croissance tels qu'annoncé par l'entreprise AquaBounty, dont en France, y compris par les promoteurs d'autres espèces transgéniques.

## Vulnérabilités
Des lignées de poissons transgéniques sont élevés en laboratoires depuis plus de 20 ans, dont cinq lignées germinales stable produisant une hormone de croissance(GH). Nombre de ces poissons présentent des anomalies affectant potentiellement leur santé :
Les saumons transgéniques à croissance rapide ont des problèmes cardiovasculaires ou respiratoires, et présentent des séquelles anormales de stress après l'effort. Et ils nagent moins vite, bien que plus musclés au même âge.
Les études histologiques montrent une anomalie de l'axe somatotrope chez des saumons transgéniques modifiés pour produire l'hormone de croissance ; leurs fibres musculaires sont plus fines que la normale. Chez le Danio rerio transgénique GH (lignée F0104), les coupes histologiques montrent que si le poisson grandit plus vite, il présente aussi des muscles blancs du squelette hypertrophiés (plus encore chez la femelle que chez le mâle).

## Biosécurité
Deux questions principales se posent, très différentes. L'une concerne la sécurité alimentaire et sanitaire, et l'autre porte sur les risques environnementaux, considérés par les scientifiques comme les plus réels et problématiques.
Selon les premières évaluations de la FDA en 2010, ce poisson serait sûr du point de vue des risques sanitaires. Il existe aussi des inquiétudes du côté des organisations de consommateurs.
Les risques environnementaux sont surtout liés au « risque écologique » d'une possible évasion (ou libération) dans la nature de poissons transgéniques et d'« interactions gènes-environnement ».
De nombreux progrès ont été faits en 20 ans dans les techniques d'élevage et dans l'évaluation et la modélisation du risque, mais selon une étude chinoise publiée en 2010 et ayant porté d'une part sur les mécanismes d'intégration et le ciblage des gènes du transgène, et d'autre part sur la viabilité et les capacités de reproduction des poissons transgéniques GH, il reste nécessaire d'évaluer l'aptitude des poissons transgéniques GH à survivre dans un espace et une structure complexes (dans la nature notamment, s'ils s'échappaient), et de développer une possibilité d'en contrôler la reproduction, au moyen d'une stratégie de type on-off (Marche-arrêt).
Une étude (2007) a comparé la prise de poids d'alevins de saumons GM (produisant une hormone de croissance) en milieu classique d'écloserie pour un groupe, et dans un milieu bioconfiné simulant un flux naturalisés pour l'autre groupe. En écloserie standard, le saumon transgénique a grossi presque trois fois plus vite que le saumon sauvage. Mais en condition « proche de la nature », il n'était que 20 % plus gros en fin d'expérience, ce qui reste très significatif, mais moindre qu'en condition idéale d'écloserie. Ce type d'étude peut aider à mieux caler les futures modélisations d'impact environnemental ou modèles d'interactions génotype-environnement pour permettre de meilleurs extrapolations des conséquences écologiques. Les auteurs plaident pour des études d'impacts faites en milieu confinées, mais imitant mieux la complexité de la nature.